# Michelbach-le-Bas
Michelbach-le-Bas (Duits: Niedermichelbach) is een gemeente in het Franse departement Haut-Rhin in de regio Grand Est en telt 724 inwoners (1999). De plaats maakt deel uit van het arrondissement Mulhouse.

## Geografie
De oppervlakte van Michelbach-le-Bas bedraagt 4,9 km², de bevolkingsdichtheid is 147,8 inwoners per km².
De onderstaande kaart toont de ligging van Michelbach-le-Bas met de belangrijkste infrastructuur en aangrenzende gemeenten.

## Demografie
Onderstaande figuur toont het verloop van het inwonertal (bron: INSEE-tellingen).